# Robert von Heine-Geldern
Robert von Heine-Geldern (* 16. Juli 1885 in Grub, Österreich unter der Enns; † 25. Mai 1968 in Wien) war ein österreichischer Ethnologe und Archäologe.
Robert Heine-Geldern gilt als Begründer der Südostasienwissenschaft. Er lehrte Völkerkunde sowie Archäologie Indiens und Südost-Asiens in Wien und von 1938 bis 1949 als Emigrant in den USA. Er vertrat eine Theorie weltweiter Kulturbeziehungen (Diffusionismus).

## Leben
Robert von Heine-Geldern war ein Enkel des Publizisten Gustav Heine, der durch Kaiser Franz Joseph 1870 in den erblichen österreichischen Freiherrenstand erhoben worden war. Der Namenszusatz „von Geldern“ war der Familienname von Gustav Heines Mutter. Der Dichter Heinrich Heine war Heine-Gelderns Großonkel.
Robert von Heine-Geldern besuchte das Franz-Josefs-Gymnasium in Wien, wo er 1903 die Matura ablegte. Anschließend studierte an der Universität München, dann 
an der Universität Wien Philosophie und Kunstgeschichte. 1910 reiste er zu Studienzwecken nach Indien und Birma, damals Teile des britischen Kolonialreichs. Nach seiner Rückkehr nach Wien wechselte er zur Ethnologie (u. a. bei Pater Wilhelm Schmidt SVD, dem Begründer der Wiener Schule), Anthropologie und Urgeschichte. Mit einer Arbeit über Die Bergstämme des nördlichen und nordöstlichen Birma promovierte er im Juli 1914.
Robert von Heine-Geldern leistete seinen Militärdienst während des Ersten Weltkrieges, danach arbeitete er von 1917 bis 1927 in der Ethnographischen Abteilung des Naturhistorischen Museums in Wien (aus der später das Museum für Völkerkunde hervorging). In seinen Forschungen kombinierte er ethnologische, prähistorische und archäologische Konzepte. 1919 wurde den Freiherren Heine von Geldern mit dem Adelsaufhebungsgesetz die Nobilitierung wieder aberkannt. Heine-Geldern habilitierte sich 1925 an der Universität Wien für „Völkerkunde mit besonderer Berücksichtigung Südostasiens und Vorderindiens“. Ab 1927 lehrte er ebendort Anthropologie Südostasiens, im Jahre 1931 wurde er zum außerordentlichen Professor mit Lehrauftrag für Ethnologie und Archäologie Indiens, Südostasiens und Ozeaniens ernannt.
Nach dem Anschluss Österreichs entzogen ihm die Nationalsozialisten aus antisemitischen Motiven die Lehrbefugnis. Von einer bereits im Jänner 1938 begonnenen Vortragsreise in die USA kehrte er daraufhin nicht zurück, sondern blieb die nächsten Jahre in New York City. Dort arbeitete er in der anthropologischen Abteilung des American Museum of Natural History und hielt Vorlesungen am New York University (zu orientalischer Kunst, 1938–41) sowie der Columbia University (1940–41). 
Mit Irene Harand initiierte er 1939 die Emigrantenorganisation Austrian-American League, die mit Otto von Habsburg in Kontakt stand. Von 1942 bis zum Kriegsende arbeitete Heine-Geldern im Free Austrian Movement. Zusammen mit Margaret Mead, Ralph Linton, Adriaan J. Barnouw und Claire Holt gründete er Ende Juli 1941 das East Indies Institute of America (später Southeast Asia Institute). 1943 wurde er zum Professor am New Yorker Asia Institute ernannt.
Im Jahr 1949 kehrte er nach Wien zurück, wo er eine Gastprofessur, im Jahr darauf eine außerordentliche Professur für Prähistorie, Kunstgeschichte und Völkerkunde Asiens übernahm. Er war maßgeblich am Neuaufbau des Instituts für Völkerkunde der Universität Wien beteiligt. Erst 1955 erhielt er eine ordentliche Professur, drei Jahre später wurde er emeritiert. Sein Nachfolger auf dem Lehrstuhl war Karl Jettmar. Heine-Geldern war aber noch bis zu seinem Tod am Institut tätig.
Mit seinen Beitrag „Südostasien“ in G. Buschans Illustrierten Völkerkunde (1923) eröffnete Robert Heine-Geldern das Feld der Südostasienstudien. Seine Werke „Die Megalithen Südostasiens“ (1928) und der Aufsatz „Conceptions of State and Kingship in Southeast Asia (Konzepte von Staat und Königtum in Südostasien)“ (1942) sind heute Klassiker. Heine-Geldern war Mitglied der Österreichischen Akademie der Wissenschaften, der Royal Asiatic Society, des Royal Anthropological Institute und der École française d’Extrême-Orient.
Ihm wurden von der Universität Wien verschiedene Orden verliehen. Er war Träger der Medaille des Viking Fund der Wenner-Gren Foundation for Anthropological Research.
Im Alter von 83 Jahren starb er am 25. Mai 1968 in Wien an den Folgen eines Schlaganfalls.

## Ausgewählte Publikationen
- Gibt es eine austroasiatische Rasse? Archiv für Anthropologie (XLVI), 1921, S. 79–99
- Südostasien. In: G. Buschan (Hrsg.): Illustrierte Völkerkunde Strecker und Schröder, Stuttgart 1923, II, i, S. 689–968
- Die Megalithen Südostasiens und ihre Bedeutung für die Klärung der Megalithenfrage in Europa und Polynesien. Anthropos (XXIII), 1928, S. 276–315
- Urheimat und früheste Wanderungen der Austronesier. Anthropos (XXVII), 1932, S. 543–619
- Conceptions of State and Kingship in Southeast Asia. Far Eastern Quarterly (II), 1942, S. 15–30. Revised version: Ithaca: Southeast Asia Program Data Paper #18, Cornell University, 1956
- Das Megalithproblem. In: Beiträge Österreichs zur Erforschung der Vergangenheit und Kulturgeschichte der Menschheit – Symposium 1958. Wenner-Gren Foundation, New York 1959, S. 162–182